# Comano Terme
Comano Terme (Comàn, en dialecte du Trentin) est une commune italienne d'environ 3 000 habitants située dans la province autonome de Trente dans la région du Trentin-Haut-Adige dans le nord-est de l'Italie.
Comano Terme est née de l'union des deux communes de Bleggio Inferiore et Lomaso à la suite du référendum du 27 septembre 2009, dont les résultats ont été officialisés dans la loi No 7/2009 de la région Trentin-Haut-Adige. La nouvelle commune existe depuis le 1er janvier 2010.

## Géographie
Le lac de Ponte Pià se trouve sur le territoire communal.

## Administration
| Période                                  | Période | Identité | Étiquette | Qualité |
| ---------------------------------------- | ------- | -------- | --------- | ------- |
|                                          |         |          |           |         |
| Les données manquantes sont à compléter. |         |          |           |         |

### Hameaux
Biè, Bono, Campo Lomaso, Cares, Cillà, Comano, Comighello, Dasindo, Duvredo, Godenzo, Lundo, Poia, Ponte Arche (sede comunale), Sesto, Tignerone, Val d'Algone, Vergonzo, Vigo Lomaso, Villa 

### Communes limitrophes
Les communes limitrophes sont  Arco, Bleggio Superiore, Bocenago, Dro, Fiavé, Giustino, Madruzzo, Massimeno, San Lorenzo Dorsino, Stenico, Tenno, Tione di Trento et Tre Ville.